# Экологические функции литосферы
Экологические функции литосферы — всё многообразие функций, определяющих и отражающих роль и значение литосферы, включая подземные воды, нефть, газы, геофизические поля и протекающие в ней геологические процессы, в жизнеобеспечении биоты и, главным образом, человеческого сообщества 
Термин и понятие «экологические функции литосферы» были введены в 1994 г. В. Т. Трофимовым и Д. Г. Зилингом.
Знания об экологических функциях (свойствах) литосферы составляют предмет исследования новой науки геологического цикла — экологической геологии.

## Содержание экологических функций литосферы
В настоящее время выделяется четыре основных свойства (функции) литосферы, влияющие на биоту и определяющие существование жизни на Земле:
Ресурсная экологическая функция литосферы определяет роль минеральных, органических и органоминеральных ресурсов и геологического пространства литосферы для жизни и деятельности биоты как в качестве биогеоценоза, так и социальной структуры.
Геодинамическая экологическая функция литосферы отражает свойства литосферы, влияющие на состояние биоты, безопасность и комфортность проживания человека через природные и антропогенные процессы и явления.
Геохимическая экологическая функция литосферы отражает свойства геохимических полей (неоднородностей) литосферы природного и техногенного происхождения, влияющие на состояние биоты в целом, включая человека.
Геофизическая экологическая функция литосферы отражает свойства геофизических полей (неоднородностей) литосферы природного и техногенного происхождения, влияющие на состояние биоты, включая человека.
Следует учитывать, что указанные экологические функции литосферы и их современная проявленность обусловлены эволюционным развитием Земли под воздействием природных и техногенных факторов. На фоне эволюции природных сред в геологической истории Земли с рассматриваемых позиций (тенденции в развитии экологических функций литосферы) выделяется два основных временных этапа. Первый этап — сугубо природный, охватывает временной период от зарождения жизни на Земле (около 3,5 млрд лет назад) до появления человеческой цивилизации, и второй этап — природно-технический, особенно охватывающий последние 200 лет и являющийся порождением техногенеза. Приоритетное выделение в экосистеме человеческой популяции обусловлено её активным воздействием на среду обитания, причем на глубины, значительно превышающие влияние остальной биоты. В таком качестве литосфера не изучалась и не изучается в рамках традиционной геоэкологии, биоэкологии, биогеографии или экологического почвоведения.

## Учебная литература
- Беляев А. М., Иванюкович Г. А., Куриленко В. В., Хайкович И. М. Радиоэкогеология. / Уч. пособие под ред. В. В. Куриленко. — СПб., Изд-во СПбГУ, 2003. 507 с.
- Богословский В. А., Горбачев Ю. И., Жигалин А. Д. и др. / Раздел «Экологическая и медицинская геофизика» в учебнике «Геофизика» / Под ред. В. К. Хмелевского. — М.: КДУ, 2007. 320 с.
- Богословский В. А., Жигалин А. Д., Хмелевской В.К. Экологическая геофизика: учебное пособие. — М.: Изд-во Моск. ун-та, 2000. 256 с.
- Королёв В.А. Инженерная и экологическая геодинамика (электронное уч. пособие на CD) — М., МГУ, 2004.
- Королёв В.А. Мониторинг геологических, литотехнических и эколого-геологических систем. / Уч. пособие под ред. В. Т. Трофимова. — М., Изд-во «Книжный дом университет», 2007.- 416 с.
- Косинова И. И., Базарский О. В., Панарин А. А. Экологическая геология: практикум по специальности 020306 (013300)-экологическая геология.— Воронеж : ЛОП ВГУ, 2005. 88 с.
- Косинова И. И., Барабошкина Т. А. Практикум к учебной полевой практике по экологической геологии //Уч. пособие. под ред. В. Т. Трофимова. — Воронеж: Воронежск. гос. ун-т. 2006. 64 с.
- Косинова И. И., Богословский В. А., Бударина В.А. Методы эколого-геохимических, эколого-геофизических исследований и рациональное недропользование : учебное пособие .— Воронеж : Воронеж. гос. ун-т, 2004 . 281 с.
- Косинова И. И., Богословский В. А., Курилович А.Э. Методика эколого-геохимических и эколого-геофизических исследований : Учеб. пособие для студентов дневн. отд-ния геол. фак. — Воронеж : Воронеж. гос. ун-т, 2001. 109 с.
- Косинова И. И., Валяльщиков В. В. Методические указания по производственной практике и написанию выпускной квалификационной работы (дипломного проекта, дипломной работы) для студентов дневного отделения: спец. 020306 (013300) — Экологическая геология.— Воронеж : Воронеж. гос. ун-т, 2007. 37 с.
- Косинова И. И., Курилович А. Э., Зинюков Ю. М. Учебная полевая практика по методам гидрогеологических и инженерно-геологических исследований // Полевые практики геологического факультета: Уч. пособие. — Воронеж, ВГУ, 2003. С. 192—232.
- Куриленко В. В. Основы управления природо- и недропользования. Экологический менеджмент. / Уч. пособие — СПб. Изд-во С.-Петербургского ун-та. 2000, 208 с.
- Куриленко В. В. Основы управления природо- и недропользования. Экологический менеджмент. / Уч. пособие. Второе издание., — СПб., Изд-во С.-Петербургского ун-та. 2004, 219 с.
- Куриленко В. В. Применение математических методов в гидрогеологии и экологической геологии. / Учебное пособие. — Л.: Изд-во СПбГУ, 1998, ч. 1, 164 c.
- Куриленко В. В. Применение математических методов в гидрогеологии и экологической геологии. / Учебное пособие. — Л.: Изд-во СПбГУ, 1998, ч. 2, 154 c.
- Куриленко В. В. Применение математических методов в гидрогеологии и экологической геологии. /Учебное пособие. — Л.: Изд-во СПбГУ, 1998, ч. 3. 192 c.
- Куриленко В. В., Беляев А. М. и др. Требования и рекомендации по подготовке, оформлению и защите курсовых работ студентов I—III курсов, квалификационных бакалаврских работ студентов IV курса и дипломных работ студентов V курса кафедры экологической геологии. Методические указания, СПбГУ, 2000, 40 с.
- Куриленко В. В., Зайцева О. В., Новикова Е. А., Осмоловская Н. Г. Основы экогеологии, биоиндикации и биотестирования водных экосистем. / Уч. пособие. Под ред. В. В. Куриленко. — СПб. Изд-во СПбГУ. 2004, 480 с.
- Куриленко В. В., Нахабцев В. С. Дневник производственной практики студентов кафедры экологической геологии СПбГУ / Учебное пособие. — СПб., Изд. СПбГУ, 2003, 25 с.
- Опекунов А. Ю., Холмянский М. А., Куриленко В.В. Введение в экогеологию шельфа./ Уч. пособие. — СПб. Изд-во СПб гос. ун-та. 2000, 176 с.
- Полевые методы гидрогеологических, инженерно-геологических, геокриологических, инженерно-геофизических и эколого-геологических исследований. / Методич. руководство, 2-е изд. // Уч. пособие под ред. В. А. Королёва и др. — М., Изд-во Моск. ун-та, 2000, 352 с.
- Трофимов В.Т. Лекции по экологической геологии. / Уч. пособие. — М.: Изд-во Моск. ун-та, 2005. 182 с.
- Трофимов В.Т. Лекции по экологической геологии. Лекции 6-10./ Уч. пособие. — М.: Изд-во Моск. ун-та, 2009. 152 с.
- Трофимов В.Т., Зилинг Д. Г. Теоретико-методические основы экологической геологии. / Уч. пособие. — СПб., Изд-во СПб ун-та. 2000. 69 с.

- Трофимов В.Т., Зилинг Д. Г. Формирование экологических функций литосферы. / Уч. пособие. — С.-Петербург, 2005, 190 с.
- Трофимов В.Т., Зилинг Д. Г. Экологическая геология: учебник. — М.: ЗАО «Геоинформмарк», 2002. 415 с. (Гриф Министерства образования РФ)
- Трофимов В.Т., Зилинг Д. Г., Барабошкина Т. А., Жигалин А. Д., Харькина М. А. Трансформация экологических функций литосферы в эпоху техногенеза // Уч. пособие / Под ред. В. Т. Трофимова. — М.: Изд-во «Ноосфера», 2006. 720 с.
- Трофимов В.Т., Зилинг Д. Г., Барабошкина Т. А., Харькина М. А. Эколого-геологические карты: Учеб. пособие. / Под ред. В. Т. Трофимова. — СПб.: Изд-во СПб гос. ун-та, 2002, 160 с.
- Трофимов В.Т., Зилинг Д. Г., Харькина М. А., Барабошкина Т. А., Жигалин А. Д. Эколого-геологические карты. Теоретические основы и методика составления: Учеб. пособие. 2-е изд. — М.: Высшая школа, 2007. с. 403.
- Трофимов В.Т., Харькина М. А., Григорьева И. Ю. Экологическая геодинамика / Учебник. — М., Изд-во КДУ, 2008, 473 с.